# Jamulus
Jamulus is open source software (GPL) die live repeteren, jammen en optreden met muzikanten via internet mogelijk maakt. Jamulus is geschreven in C++ door Volker Fischer met bijdragen van anderen.  De software is gebaseerd op het Qt-framework en maakt gebruik van de OPUS-audiocodec.  Het stond tot 2013 bekend als ‘llcon’.
Jamulus is client-server gebaseerd; elke cliënt verzendt gecomprimeerde audio naar een gekozen server (van de vele servers elders op internet) die de (gedecomprimeerde) audiostreams voor iedere cliënt op basis van de gevraagde instellingen (volumes, balans) specifiek mixt en de gecomprimeerde mixen opnieuw naar de aangesloten clients verzendt. 
Servers kunnen openbaar of privé zijn, waarbij de eerste wordt weergegeven door "centrale servers" van waaruit gebruikers een server kunnen kiezen met de laagste latentie voor hen.
Al in 2018 trok Jamulus de aandacht als een manier voor klassieke ensembles zoals strijkkwartetten om op afstand te repeteren. Het gebruik ervan nam in 2020 enorm toe als gevolg van de lockdown. In april 2020 werd het tweeduizend keer per dag gedownload, met stijgende trend. Het werd in juni 2020 verkozen tot SourceForge 'Project van de maand'. 'Jamulus Storband', de eerste "virtuele bigband" van Zweden met meer dan 20 leden, begon die maand ook. Veel veranderingen werden later aangebracht om grotere groepen te ondersteunen, zoals koren met maar liefst 70 leden en WorldJam, een initiatief waardoor muzikanten van over de hele wereld regelmatig samen kunnen spelen.

## Latency
Een van de problemen met muziek maken via internet  is de vertraging tussen het moment van spelen van een noot en het weer hoorbaar worden van het resultaat van de samenspelende muzikanten. De vertraging, doorgaans latency genoemd, heeft een aantal oorzaken:
- netwerklatentie door vertragingen binnen het netwerk - elke 300 km is verantwoordelijk voor minimaal 1 ms extra latentie aangezien de lichtsnelheid het datatransport op internet beperkt.
- conversielatentie - als analoog-digitaal conversie en / of digitaal-analoog conversie niet wordt afgehandeld door speciale hardware, zullen AD-conversie en DA-conversie significant bijdragen aan de totale latentie;
- latentie van geluid dat door de lucht reist als de microfoon en / of luidspreker niet in de onmiddellijke nabijheid zijn. Elke meter afstand voegt ongeveer 3 ms vertraging toe vanwege de beperking van de geluidssnelheid.

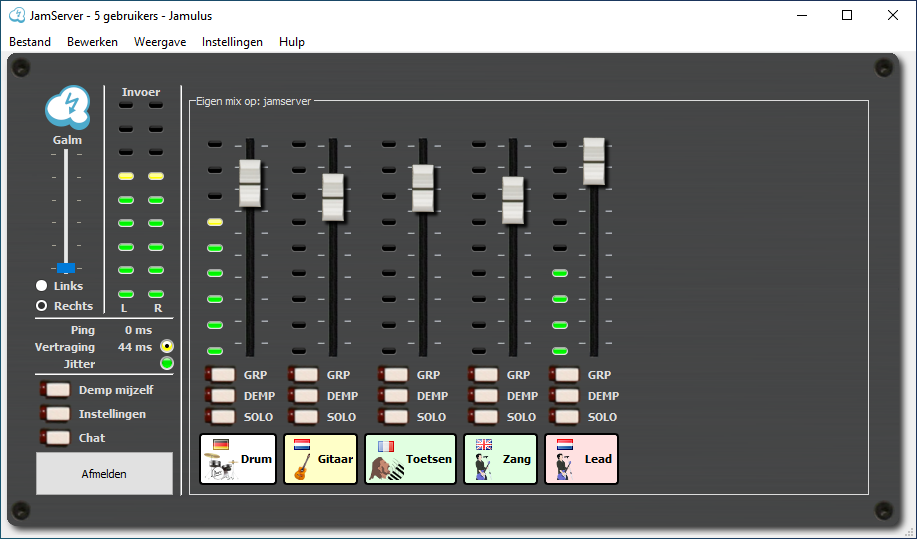
Hoofdscherm bij gebruik van Jamulus